# Tibor Nyilasi
Tibor Nyilasi [ˈtibor 'ɲilɒʃi] (* 18. Januar 1955 in Várpalota) ist ein ehemaliger ungarischer Fußballspieler.

## Karriere
Nyilasi spielte von 1972 bis 1983 beim FTC Budapest und wechselte dann für eine Ablösesumme von umgerechnet 500.000 € zu FK Austria Wien. Zwischen 1983 und 1988 erzielte er in 144 Pflichtspielen für die Austria 113 Tore. In der ungarischen Nationalmannschaft schoss er 32 Tore in 70 Spielen und nahm an der Fußball-Weltmeisterschaft 1978 und 1982 teil.

## Erfolge
- Ungarischer Torschützenkönig: 1980/81
- Österreichischer Torschützenkönig: 1983/84
- Österreichischer Meister: 1983/84,  1984/85, 1985/86
- Österreichischer Cupsieger: 1985/86
- UEFA-Cup-Torschützenkönig: 1983/84